# 6e cérémonie des Critics' Choice Television Awards
La 6e cérémonie des Critics' Choice Television Awards (ou BTJA Awards), décernés par la Broadcast Television Journalists Association, a eu lieu le 17 janvier 2016, et a récompensé les programmes télévisés diffusés du 1er juin au 31 décembre 2015. La cérémonie a été présentée par l'acteur et l'humoriste T.J. Miller et diffusée en direct du Barker Hangar à Santa Monica en Californie sur A&E. C'est la première année que les prix de la télévision et du cinéma sont remis au cours de la même cérémonie.
Les nominations ont été annoncées le 14 décembre 2015.

## Palmarès
Note : le symbole « ♕ » rappelle le gagnant de l'année précédente (si nomination).

### Séries dramatiques

#### Meilleure série dramatique
- Mr. Robot
  - Empire
  - The Knick
  - The Leftovers
  - Penny Dreadful
  - Rectify
  - Unreal

#### Meilleur acteur dans une série dramatique
- Rami Malek pour le rôle de Elliot Alderson dans Mr. Robot
  - Hugh Dancy pour le rôle de Will Graham dans Hannibal
  - Clive Owen pour le rôle du Dr John W. Thackery dans The Knick
  - Liev Schreiber pour le rôle de Raymond Donovan dans Ray Donovan
  - Justin Theroux pour le rôle de Kevin Garvey Jr. dans The Leftovers
  - Aden Young pour le rôle de Daniel Holden dans Rectify

#### Meilleure actrice dans une série dramatique
- Carrie Coon pour le rôle de Nora Durst dans The Leftovers
  - Shiri Appleby pour le rôle de Rachel Goldberg dans Unreal
  - Viola Davis pour le rôle du Professor Annalise Keating, J.D. dans How to Get Away with Murder
  - Eva Green pour le rôle de Vanessa Ives dans Penny Dreadful
  - Taraji P. Henson pour le rôle de Cookie Lyon dans Empire ♕
  - Krysten Ritter pour le rôle de Jessica Jones dans Jessica Jones

#### Meilleur acteur dans un second rôle dans une série dramatique
- Christian Slater pour le rôle d'Edward Alderson dans Mr. Robot
  - Clayne Crawford pour le rôle de Ted Talbot Jr. dans Rectify
  - Christopher Eccleston pour le rôle de Matt Jamison dans The Leftovers
  - Andre Holland pour le rôle du Dr Algernon Edwards dans The Knick
  - Jonathan Jackson pour le rôle d'Avery Barkley dans Nashville
  - Rufus Sewell pour le rôle de John Smith dans The Man in the High Castle

#### Meilleure actrice dans un second rôle dans une série dramatique
- Constance Zimmer pour le rôle de Quinn King dans Unreal
  - Ann Dowd pour le rôle de Patti Levin dans The Leftovers
  - Regina King pour le rôle d'Erika Murphy dans The Leftovers
  - Helen McCrory pour le rôle d'Evelyn Poole Penny Dreadful
  - Hayden Panettiere pour le rôle de Juliette Barnes dans Nashville
  - Maura Tierney pour le rôle d'Helen Solloway dans The Affair

#### Meilleur invité dans une série dramatique
- Margo Martindale pour le rôle de Ruth Eastman dans The Good Wife
  - Richard Armitage pour le rôle de Francis Dolarhyde dans Hannibal
  - Justin Kirk pour le rôle de Joseph Bucher dans Manhattan
  - Patti LuPone pour le rôle de Joan Clayton dans Penny Dreadful
  - Marisa Tomei pour le rôle de Mimi Whiteman dans Empire
  - B.D. Wong pour le rôle de Whiterose dans Mr. Robot

### Séries comiques

#### Meilleure série comique
- Master of None
  - Black-ish
  - Catastrophe
  - Jane the Virgin
  - The Last Man on Earth
  - Transparent
  - You're the Worst

#### Meilleur acteur dans une série comique
- Jeffrey Tambor pour le rôle de Maura Pfefferman dans Transparent ♕
  - Anthony Anderson pour le rôle d'Andre "Dre" Johnson Sr. dans Black-ish
  - Aziz Ansari pour le rôle de Dev Shah dans Master of None
  - Will Forte pour le rôle de Phil Miller dans The Last Man on Earth
  - Randall Park pour le rôle de Louis Huang dans Fresh Off the Boat
  - Fred Savage pour le rôle de Stewart Sanderson dans The Grinder

#### Meilleure actrice dans une série comique
- Rachel Bloom pour le rôle de Rebecca Bunch dans Crazy Ex-Girlfriend
  - Aya Cash pour le rôle de Gretchen Cutler dans You're the Worst
  - Wendi McLendon-Covey pour le rôle de Beverly Goldberg dans The Goldbergs
  - Gina Rodriguez pour le rôle de Jane Villanueva dans Jane the Virgin
  - Tracee Ellis Ross pour le rôle du Dr Rainbow Johnson dans Black-ish
  - Constance Wu pour le rôle de Jessica Huang dans Fresh Off the Boat

#### Meilleur acteur dans un second rôle dans une série comique
- Andre Braugher pour le rôle de Raymond Holt dans Brooklyn Nine-Nine
  - Jaime Camil pour le rôle de Rogelio de la Vega dans Jane the Virgin
  - Jay Duplass pour le rôle de joshua Pfefferman dans Transparent
  - Neil Flynn pour le rôle de Michael Heck Jr. dans The Middle
  - Keegan-Michael Key pour le rôle de Mark Rodriguez dans Playing House
  - Mel Rodriguez pour le rôle de Patsy De La Serda dans Getting On

#### Meilleure actrice dans un second rôle dans une série comique
- Mayim Bialik pour le rôle du Dr Amy Farrah Fowler dans The Big Bang Theory
  - Kether Donohue pour le rôle de Linsay Jillian dans You're the Worst
  - Allison Janney pour le rôle de Bonnie Plunkett dans Mom ♕
  - Judith Light pour le rôle de Shelly Pfefferman dans Transparent
  - Niecy Nash pour le rôle de Denise Ortley dans Getting On
  - Eden Sher pour le rôle de Sue Heck dans The Middle

#### Meilleur invité dans une série comique
- Timothy Olyphant pour son propre rôle dans The Grinder
  - Ellen Burstyn pour le rôle de Shirley Stabler dans Mom
  - Anjelica Huston pour le rôle de Vicky dans Transparent
  - Cherry Jones pour le rôle de Leslie Mackinaw dans Transparent
  - Jenifer Lewis pour le rôle de Ruby dans Black-ish
  - John Slattery pour le rôle de Claude Dumet dans Wet Hot American Summer: First Day of Camp

### Mini-séries et téléfilms

#### Meilleur téléfilm ou série limitée
- Fargo
  - Childhood's End
  - Luther
  - Saints & Strangers
  - Show Me a Hero
  - The Wiz Live!

#### Meilleur acteur dans une mini-série ou un téléfilm
- Idris Elba pour le rôle de John Luther dans Luther
  - Wes Bentley pour le rôle de Det. John Lowe dans American Horror Story: Hotel
  - Martin Clunes pour le rôle d'Arthur Conan Doyle dans Arthur & George
  - Oscar Isaac pour le rôle de Nick Wasicsko dans Show Me a Hero
  - Vincent Kartheiser pour le rôle de William Bradford dans Saints & Strangers
  - Patrick Wilson pour le rôle de Lou Solverson dans Fargo

#### Meilleure actrice dans une mini-série ou un téléfilm
- Kirsten Dunst pour le rôle de Peggy Blomquist dans Fargo
  - Kathy Bates pour le rôle d'Iris dans American Horror Story: Hotel
  - Sarah Hay pour le rôle de Claire Robbins dans Flesh and Bone
  - Alyvia Alyn Lind pour le rôle de Dolly Parton dans Dolly Parton's Coat of Many Colors
  - Rachel McAdams pour le rôle d'Ani Bezzerides dans True Detective
  - Shanice Williams pour le rôle de Dorothy Gale dans The Wiz Life!

#### Meilleur acteur dans un second rôle dans une mini-série ou un téléfilm
- Jesse Plemons pour le rôle d'Ed Blomquist dans Fargo
  - David Alan Grier pour le rôle de Cowardly Lion / Farmhand #2 dans The Wiz Life!
  - Ne-Yo pour le rôle de Tin Man / Farmhand #1 dans The Wiz Life!
  - Nick Offerman pour le rôle de Karl Weathers dans Fargo
  - Raoul Trujillo pour le rôle de Massasoit dans Saints & Strangers
  - Bokeem Woodbine pour le rôle de Mike Milligan dans Fargo (série télévisée)

#### Meilleure actrice dans un second rôle dans une mini-série ou un téléfilm
- Jean Smart pour le rôle de Floyd Gerhardt dans Fargo
  - Mary J. Blige pour le rôle de Wicked Witch of the West dans The Wiz Life!
  - Laura Haddock pour le rôle de Megan Cantor dans Luther
  - Cristin Milioti pour le rôle de Betsy Solverson dans Fargo
  - Sarah Paulson pour les rôles de Sally McKenna et Billie Dean Howard dans American Horror Story: Hotel ♕
  - Winona Ryder pour le rôle de Vinni Restiano dans Show Me a Hero

### Autres

#### Meilleure série d'animation
- BoJack Horseman
  - Bob's Burgers
  - Les Simpson (The Simpsons)
  - South Park
  - Star Wars Rebels

#### Meilleur talk-show
- Last Week Tonight with John Oliver
  - The Daily Show ♕
  - The Graham Norton Show
  - Jimmy Kimmel Live!
  - The Late Late Show with James Corden
  - The Tonight Show Starring Jimmy Fallon

#### Meilleure émission de télé-réalité scénarisée
- Shark Tank ♕
  - Antiques Roadshow
  - Inside the Actors Studio
  - MythBusters
  - Project Greenlight
  - Undercover Boss

#### Meilleure émission de télé-réalité
- Anthony Bourdain: Parts Unknown
  - COPS
  - Deadliest Catch
  - Intervention
  - Naked and Afraid
  - Pawn Stars

#### Meilleure émission de téléréalité avec compétition
- The Voice
  - The Amazing Race
  - Chopped
  - Face Off ♕
  - MasterChef Junior (en)
  - Survivor

#### Meilleur présentateur de téléréalité
- James Lipton – Inside the Actors Studio
  - Ted Allan – Chopped
  - Phil Keoghan – The Amazing Race
  - Jane Lynch – Hollywood Game Night
  - Jeff Probst – Survivor
  - Gordon Ramsay – Hell's Kitchen

## Statistiques

### Nominations multiples
8 : Fargo
6 : The Leftovers, Transparent
5 : The Wiz Life!
4 : Black-ish, Mr. Robot, Penny Dreadful
3 : American Horror Story: Hotel, Empire, Jane the Virgin, Luther, Rectify, Saints & Strangers, Show Me a Hero, The Knick, Unreal, You're the Worst
2 : The Amazing Race, Chopped, Fresh Off the Boat, Getting On, The Grinder, Hannibal, Inside the Actors Studio, The Last Man on Earth, Master of None, The Middle, Mom, Nashville, Survivor

### Récompenses multiples
4 / 8 : Fargo
3 / 4 : Mr. Robot